# Avenging Fangs
Avenging Fangs è un film muto statunitense del 1927 diretto da Ernest Van Pelt.